# Alan Boss

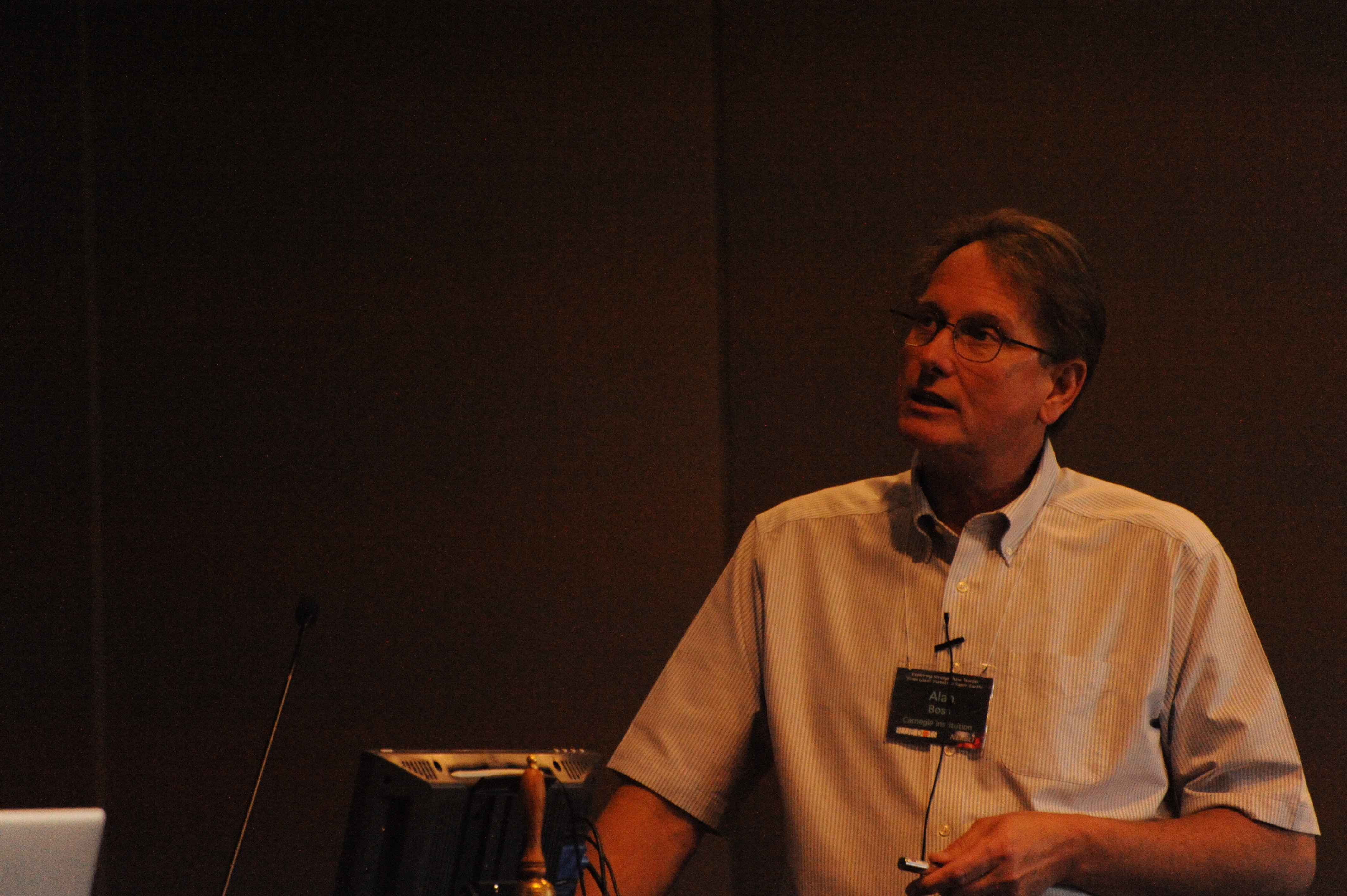
Alan Boss

Alan Paul Boss (* 20. Juli 1951, in Lakewood, Ohio) ist ein US-amerikanischer Astrophysiker und Astronom.

## Leben
Seit seinem Studium an der University of South Florida und der University of California, Santa Barbara ist Boss besonders im Themengebiet der Sonnen- und Planetensystem-Entstehung und durch Studien der extrasolaren Planeten hervorgetreten. Er verfasste vielzitierte Beiträge zur Bildung von Gasriesen und Doppelstern-Systemen. Boss ist derzeit Mitarbeiter am Carnegie Institution for Science.
Bei der NASA war Boss von 2010 bis 2012 Vorsitzender des Unterausschusses für Astrophysik im „NAC Science Committee“. Er ist seit 2001 in der NASA-Arbeitsgruppe für die Kepler-Mission tätig und Mitglied des Exoplanet Exploration Program Technology Assessment Committee. Beide befassen sich mit der Erkennung und Charakterisierung von nahe gelegenen habitablen erdähnlichen Planeten.
Boss ist Mitglied zahlreicher wissenschaftlicher Akademien und Gesellschaften, darunter u. a. der American Astronomical Society, und ist in ständigen Arbeitsgruppen tätig.

## Auszeichnungen
2000 wurde Boss Fellow der American Association for the Advancement of Science. 2003 wurde er in die American Academy of Arts and Sciences gewählt. Im Jahr 2008 erhielt er einen „NASA Group Achievement“ für seine Rolle in der „Astrobiology Roadmap“.
Der Asteroid (29137) Alanboss wurde nach ihm benannt.

## Werke
- Looking for Earths: The Race to Find New Solar Systems. John Wiley & Sons, New York 1998, ISBN 978-0-471-18421-8.
- The Crowded Universe: The Search for Living Planets. Basic Books, 2009, ISBN 978-0-465-00936-7.